# Dwa oblicza zemsty
Dwa oblicza zemsty (ang. One-Eyed Jacks) – amerykański film z 1961 roku w reżyserii Marlona Brando.

## Obsada
- Marlon Brando jako "Kid" Rio
- Karl Malden jako szeryf Dad Longworth
- Katy Jurado jako Maria Longworth
- Pina Pellicer jako Luiza
- Ben Johnson jako Bob Amory
- Slim Pickens jako Lon Dedrick, zastępca szeryfa
- Larry Duran jako Chico Modesto
- Sam Gilman jako Harvey Johnson
- Timothy Carey jako Howard Tetley
- Miriam Colon jako rudowłosa

## Nagrody i nominacje
| Międzynarodowy Festiwal Filmowy w San Sebastián | Międzynarodowy Festiwal Filmowy w San Sebastián | Międzynarodowy Festiwal Filmowy w San Sebastián |
| Nazwa nagrody                                   | Wygrane                                         | Nominacje                                       |
| ----------------------------------------------- | ----------------------------------------------- | ----------------------------------------------- |
| Nagroda Publiczności                            | 1961 Najlepsza aktorka Pina Pellicer            | wygrana                                         |
| Złota Muszla                                    | 1961 Najlepszy film Marlon Brando               | wygrana                                         |

| Nazwa nagrody | Wygrane            | Nominacje                                                                |
| Oscar         | 1962 bez rezultatu | 1962 Najlepsze zdjęcia - filmy kolorowe Charles Lang                     |
| DGA           | 1962 bez rezultatu | 1962 Najlepsze osiągnięcie reżyserskie w filmie fabularnym Marlon Brando |